# Abdelhak Djouadi
 (décembre 2022).
- Si vous ne connaissez pas le sujet, laissez ce bandeau (vous pouvez alors contacter les auteurs).
- Si vous supprimez le contenu mis en cause (vous pouvez préalablement contacter les auteurs),

argumentez précisément cette suppression dans la page de discussion
(un manque de référence n'est pas un argument ; une recherche réelle de référence doit avoir été effectuée, être formellement documentée).
 (décembre 2022).
La mise en forme du texte ne suit pas les recommandations de Wikipédia : il faut le « wikifier ».
Les points d'amélioration suivants sont les cas les plus fréquents. Le détail des points à revoir est peut-être précisé sur la page de discussion.
- Les titres sont pré-formatés par le logiciel. Ils ne sont ni en capitales, ni en gras.
- Le texte ne doit pas être écrit en capitales (les noms de famille non plus), ni en gras, ni en italique, ni en « petit »…
- Le gras n'est utilisé que pour surligner le titre de l'article dans l'introduction, une seule fois.
- L'italique est rarement utilisé : mots en langue étrangère, titres d'œuvres, noms de bateaux, etc.
- Les citations ne sont pas en italique mais en corps de texte normal. Elles sont entourées par des guillemets français : « et ».
- Les listes à puces sont à éviter, des paragraphes rédigés étant largement préférés. Les tableaux sont à réserver à la présentation de données structurées (résultats, etc.).
- Les appels de note de bas de page (petits chiffres en exposant, introduits par l'outil «  Source ») sont à placer entre la fin de phrase et le point final[comme ça].
- Les liens internes (vers d'autres articles de Wikipédia) sont à choisir avec parcimonie. Créez des liens vers des articles approfondissant le sujet. Les termes génériques sans rapport avec le sujet sont à éviter, ainsi que les répétitions de liens vers un même terme.
- Les liens externes sont à placer uniquement dans une section « Liens externes », à la fin de l'article. Ces liens sont à choisir avec parcimonie suivant les règles définies. Si un lien sert de source à l'article, son insertion dans le texte est à faire par les notes de bas de page.
- La présentation des références doit suivre les conventions bibliographiques. Il est recommandé d'utiliser les modèles {{Ouvrage}}, {{Chapitre}}, {{Article}}, {{Lien web}} et/ou {{Bibliographie}}. Le mode d'édition visuel peut mettre en forme automatiquement les références.
- Insérer une infobox (cadre d'informations à droite) n'est pas obligatoire pour parachever la mise en page.

Pour une aide détaillée, merci de consulter Aide:Wikification.
Si vous pensez que ces points ont été résolus, vous pouvez retirer ce bandeau et améliorer la mise en forme d'un autre article.
Pour les articles homonymes, voir Djouadi.
Abdelhak Djouadi, né le 14 avril 1960 à Béjaïa en Algérie, est un physicien théoricien algérien.

## Biographie
Chercheur au Laboratoire de physique théorique de l'université Paris-Sud (Orsay), il est directeur de recherche au Centre national de la recherche scientifique (CNRS) depuis 2000 et chercheur associé au Laboratoire européen pour la physique des particules (CERN, Genève) depuis 2009.
Son domaine de recherche est la physique théorique des particules élémentaires et sa spécialité est la phénoménologie auprès des collisionneurs à haute énergie dans le contexte du modèle standard et certaines de ses extensions (supersymétrie, théories de grande unification, dimensions supplémentaires d'espace-temps, matière noire cosmologique, etc.). Il s'est principalement distingué par ses travaux majeurs sur la physique du boson scalaire de Higgs (notamment la production et la détection de cette particule au LHC où elle a été observée en 2012) pour lesquels il a reçu en 2007 la médaille d'argent du CNRS et le prix franco-allemand Gay-Lussac Humboldt.

## Formation professionnelle et principales distinctions
- 1984 : Maîtrise de physique théorique, université d'Alger
- 1988 : Doctorat en physique théorique, université Montpellier-II
- 1988-1996 : Chercheur en Allemagne (Aix-la-Chapelle, Hambourg, Karlsruhe) et au Canada (Montréal)
- 1996 : Chargé puis directeur de recherche au CNRS, au Laboratoire de physique théorique de Montpellier
- 2002 : Chercheur associé au CERN, division Théorie
- 2004 : Directeur de recherche au CNRS, au Laboratoire de physique théorique d'Orsay (université Paris-Sud)
- 2007 : Médaille d'argent du CNRS[1]
- 2007 : Prix Gay-Lussac Humboldt[2]
- 2009 : Chercheur associé au CERN, division Théorie
- 2012 : Advanced Grant du Conseil européen de la recherche (ERC AdG) pour le projet Higgs@LHC

## Quelques publications
- A. Djouadi, The Anatomy of electroweak symmetry breaking. I: The Higgs boson in the standard model, Phys. Rep. 457 (2008) 1-216[3].
- A. Djouadi, The Anatomy of electroweak symmetry breaking. II. The Higgs bosons in the minimal supersymmetric model, Phys. Rep. 459 (2008) 1-241[4].
- J. Baglio et A. Djouadi, Higgs production at the lHC, J. High Energ. Phys. 1103 (2011) 055[5].
- A. Djouadi, J. Kalinowski et M. Spira, HDECAY: A Program for Higgs boson decays in the standard model and its supersymmetric extension, Comput. Phys. Commun. 108 (1998) 56-74[6].
- A. Djouadi, M. Spira et P. Zerwas, Production of Higgs bosons in proton colliders: QCD corrections, Phys. Lett. B264 (1991) 440-446.

Revues basiques sur le boson de Higgs :
- A. Djouadi, Le boson de Higgs au LHC : la quête de l’origine de la masse, Images de la Physique 2008, éditions CNRS[7].
- A. Djouadi, The Higgs mechanism and the origin of mass, Fundamental Theoretical Physics 162 (2011) 1-23.

La liste complète de ses travaux comprend plus de 230 contributions dont près de 140 articles publiés dans des revues internationales à comité de lecture.